# Love Letters (1945)
Love Letters is een Amerikaanse film uit 1945 onder regie van William Dieterle. De film is gebaseerd op de roman Pity My Simplicity van Christopher Massie. Destijds werd het in Nederland uitgebracht onder de titel Minnebrieven.

## Verhaal

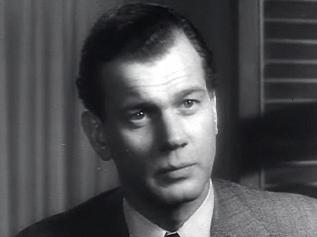
Joseph Cotten als Allen Quinton

Allen Quinton is een soldaat die zich tijdens de Tweede Wereldoorlog bevindt in Italië. In naam van de Britse officier Roger Morland stuurt hij liefdesbrieven naar Victoria Remington, een vrouw die hij ooit ontmoette op een bal. Hoewel Allen verloofd is met Helen Wentworth, wordt hij verliefd op haar, ondanks dat hij haar nooit heeft gezien. Victoria is verliefd op de man die haar de brieven stuurde en denkt dat dit Roger is. Daarom trouwt ze met hem, maar hij komt al gauw om bij een ongeluk.
Aan het einde van de oorlog heeft Allen moeite om terug te keren naar zijn leven als alledaagse burger. Op een feest ontmoet hij Dilly Carson en de mysterieuze Singleton. Hij vertelt Dilly over zijn verleden en zij realiseert zich dat hij het heeft over Roger en Victoria. Ze vertelt hem dat Roger is vermoord. Uit nieuwsgierigheid gaat hij uit op onderzoek. Hij krijgt te horen dat Victoria een jaar eerder om het leven is gekomen en dat Roger is vermoord door zijn eigen vrouw.
Allen voelt zich verantwoordelijk voor de dood van Roger en brengt een bezoek aan Dilly in Londen. Daar komt hij nog een keer Singleton tegen. Hij weet dat zij iets met de dood van Roger te maken heeft, maar ze lijdt aan geheugenverlies en kan zich niets herinneren. Dilly weet dat de vrouw Victoria is, maar ze raadt Allen aan haar dit niet te vertellen. Ze vertelt hem later dat Roger niet door haar is vermoord. Toen Victoria hem opzocht, trof ze met Beatrice Remington zijn lijk aan. Beatrice kreeg een beroerte en kon dus niet getuigen voor de rechter. Onder druk gaf Victoria toe dat ze de moord heeft gepleegd.
Victoria bracht een jaar door in een psychiatrische inrichting en mocht daarna intrekken bij Dilly. Ze weet nog steeds niet wie ze is en denkt dat Allens liefde voor ene Victoria een andere vrouw is. Ze trouwen met elkaar, maar de gedachte van de 'andere vrouw' kan ze niet uit haar hoofd zetten. Ondertussen brengt Beatrice haar naar de plaats van misdaad en vertelt haar dat ze ongelukkig getrouwd was met Roger. Omdat hij haar mishandelde, besloot Beatrice hem te vermoorden. Op dat moment realiseert Singleton wie ze werkelijk is en stort zich in de armen van Allen.

## Rolbezetting
| Acteur         | Personage                    |
| -------------- | ---------------------------- |
| Jennifer Jones | Singleton/Victoria Remington |
| Joseph Cotten  | Allen Quinton                |
| Ann Richards   | Dilly Carson                 |
| Cecil Kellaway | Mac                          |
| Gladys Cooper  | Beatrice Remington           |
| Anita Louise   | Helen Wentworth              |
| Robert Sully   | Roger Morland                |
| Reginald Denny | Phillips                     |
| Ernest Cossart | Bishop                       |
| Byron Barr     | Derek Quinton                |

## Achtergrond
Dit was de eerste film van Hal B. Willis sinds hij Warner Brothers had verlaten. In juni 1944 kocht hij de rechten van het boek Pity My Simplicity voor een bedrag van $35.000. Hij wilde Gregory Peck voor de hoofdrol, maar Peck was van mening dat het script te veel weg had van Spellbound (1945), waar hij onlangs aan meewerkte, en sloeg het aanbod af. Zijn tweede keuze was Joseph Cotten. David O. Selznick, waar Cotten onder contract bij was, wilde hem enkel uitlenen aan de studio Paramount Pictures als hij zelf mocht beslissen hoe Cottens tegenspeelster Jennifer Jones er uit kwam te zien.
Andere voorwaarden waren dat Jones boven Cotten werd genoemd en dat de opnames voor het begin van 1945 afgerond zouden zijn, zodat ze kon beginnen met de opnames van Duel in the Sun (1946). Daarnaast moest ze een salaris van $100.000 ontvangen voor een totaal van negen weken dat ze aan de film meewerkte. Willis stemde toe, maar werd tijdens de draaidagen niet met rust gelaten door Selznick. Actrice Lizabeth Scott deed auditie voor een rol, maar ze was niet in de film te zien.
Cameraman Lee Garmes zorgde voor veel spanning op de set. Hij was vaak humeurig en dit bleek niet gunstig voor de romantische sfeer die nodig was voor de film. Al deze obstakels voor Willis bleken de moeite waard. Love Letters werd een succes en leverde een totaal van vier Oscarnominaties op.

## Prijzen en nominaties
| Jaar | Prijs          | Categorie              | Genomineerde(n)                                    | Uitslag     |
| ---- | -------------- | ---------------------- | -------------------------------------------------- | ----------- |
| 1946 | Academy Awards | Beste Actrice          | Jennifer Jones                                     | Genomineerd |
| 1946 | Academy Awards | Beste Originele Nummer | Victor Young & Edward Heyman                       | Genomineerd |
| 1946 | Academy Awards | Beste Originele Muziek | Victor Young                                       | Genomineerd |
| 1946 | Academy Awards | Beste Art Direction    | Hans Dreier, Roland Anderson, Sam Comer, Ray Moyer | Genomineerd |